# Torre Snezhanka
La Torre Snezhanka (en búlgaro: кула „Снежанка“)  es una torre de televisión de 156 metros de altura construida de hormigón armado con una plataforma de observación cerca de Pamporovo, en el país europeo de Bulgaria. La torre Snezhanka está situado en el pico Snezhanka, a 1928 m sobre el nivel del mar. La torre cuenta con una cafetería con una vista panorámica de Ródope, Rila y las montañas de Pirin, incluso el Mar Egeo es visible en un día claro.